# Gerhard Wanner (Fußballspieler)
Gerhard Wanner (* 27. März 1939; † 30. März 2020) war ein deutscher Fußballspieler. Der Offensivspieler erzielte im Debütjahr der Fußball-Bundesliga 1963/64 für den VfB Stuttgart in 16 Ligaeinsätzen drei Tore.

## Laufbahn
Wanner spielte beim TSV Hildrizhausen und wurde mit der Mannschaft 1957/58 Bezirkspokalsieger. Nach der Saison 1961/62 in der 1. Amateurliga Nordwürttemberg mit der Sportvg Feuerbach, wurde er vom VfB Stuttgart in die Oberliga Süd geholt. Beim Verein für Bewegungsspiele waren die Abgänge der Nationalstürmer Erwin Waldner (1960 zum FC Zürich) und Rolf Geiger (1962 zum AC Mantova) zu ersetzen. Der kraftvolle Angreifer aus Feuerbach erzielte am ersten Rundenspieltag 1962/63, am 19. August 1962, bei einem 2:1-Heimerfolg gegen Ulm 46 als Mittelstürmer sein erstes Oberligator für die Weiß-Roten. Die Hinrunde verlief aber für den VfB nicht gut, nach dem 15. Spieltag lag der Verein von Trainer Kurt Baluses mit 11:19 Punkten auf dem enttäuschenden 13. Rang. Mit dem Ergebnis von 21:9 Punkten in der Rückrunde schob sich der VfB noch auf den 6. Rang nach vorne. Schwaben Augsburg wies als 15. der Tabelle wie der VfB 49 erzielte Tore auf, von den zwei führenden Südvereinen München 1860 (72 Tore) und 1. FC Nürnberg (87 Tore) war der VfB weit entfernt. In seinem ersten Jahr in der Oberliga Süd brachte es Wanner mit dem VfB auf 26 Ligaeinsätze und erzielte 12 Tore. Damit war er gemeinsam mit Manfred Reiner erfolgreichster VfB-Torschütze in der letzten Oberligasaison und damit maßgeblich daran beteiligt, dass der VfB in die neue eingleisige Bundesliga aufgenommen wurde. Zum 3:2-Heimerfolg gegen den Tabellenführer 1. FC Nürnberg steuerte er am 27. Januar ebenso einen Treffer bei wie beim 2:1 gegen den Karlsruher SC vor 35.000 Zuschauern am 10. Februar 1963, dem 2:0 gegen den FC Schweinfurt 05 am 17. März und am 21. April 1963 war er der Siegtorschütze beim 1:0-Heimerfolg gegen den FC Bayern München. Vor 35.000 Zuschauern hatte es der Innenstürmer Wanner dabei mit der prominent besetzten Bayern-Läuferreihe mit Karl-Heinz Borutta, Herbert Erhardt und Willi Giesemann zu tun gehabt. Als zweifacher Torschütze zeichnete er sich beim 4:0 gegen den FC Bayern Hof und dem 4:2 gegen den VfR Mannheim am 28. April 1963 im Auswärtsspiel aus. Am 8. Juni 1963 erlebte er bei einem Freundschaftsspiel den Auftritt des FC Santos mit Weltstar Pelé im Neckarstadion.
Zur Debütrunde der Bundesliga 1963/64 kehrten Geiger und Waldner wieder nach Stuttgart zurück und die Konkurrenz war damit im VfB-Angriff deutlich verschärft. Wanner lief in der neuen Liga erstmals am 31. August 1963 bei einem 2:0-Heimerfolg gegen Hertha BSC auf. Dem VfB glückte vor 45.000 Zuschauern der Heimsieg mit der Angriffsbesetzung Waldner, Hans Arnold, Wanner, Geiger und Manfred Reiner. In der Saison lief Wanner 16 Mal für die Stuttgarter auf und erzielte 3 Tore. Der VfB belegte punktgleich mit dem Tabellenvierten Borussia Dortmund (beide jeweils 33:27 Punkte) den 5. Rang. Im zweiten Bundesligajahr, 1964/65, kamen lediglich noch zwei weitere Spiele hinzu. Mit dem Einsatz am 30. April 1965 beim 3:2-Auswärtserfolg bei Eintracht Frankfurt, als Mittelstürmer steuerte er einen Treffer bei, verabschiedete sich Wanner aus der Bundesliga. Er ging mit dem VfB aber noch vom 20. Mai bis 17. Juni auf eine Weltreise mit Stationen wie Genf, Kairo, Bombay, Saigon, Hongkong, Sydney, Los Angeles, New York und London. Zur Saison 1965/66 schloss er sich dem Aufsteiger in die zweitklassige Fußball-Regionalliga Süd, dem VfR Pforzheim, an.
Er debütierte am 15. August 1965 bei einer 1:5-Heimniederlage gegen den FC Schweinfurt 05 in der Regionalliga Süd. Bei der 2:3-Heimniederlage am 29. August gegen die SpVgg Weiden erzielte er beide VfR-Treffer. Als er mit den blau-weißen Rasensportlern am 26. Dezember 1965 eine überdeutliche 1:11-Schlappe auf dem Bieberer Berg gegen Kickers Offenbach hinnehmen musste, hatte er in der 3. Minute den VfR mit 1:0 in Führung gebracht. Für die Mannschaft vom Stadion Holzhof absolvierte er 1965/66 unter Trainer Gustav Mohn an der Seite von Mitspieler Manfred Schwalm 22 Spiele und erzielte dabei neun Tore. Sein letztes Regionalligaspiel bestritt der Angreifer am 6. März 1966 bei einer 1:5-Auswärtsniederlage gegen den FSV Frankfurt. Er erzielte dabei den Ehrentreffer.
Wohnhaft war der ehemalige Bundesligaspieler in Kirchberg an der Murr, wo er am 27. März 2019 seinen 80. Geburtstag feierte. Er starb am 30. März 2020.